# Goya als millors efectes especials
El Premi Goya als millors efectes especials és un dels 28 Premis Goya entregats anualment. És concedit des de la segona edició dels premis, l'any 1987.

## Nominats i guanyadors

### Dècada del 2020
| Guanyador             | Candidats                                                        | |
| XXXIX edició - 2025   | XXXIX edició - 2025                                              | XXXIX edició - 2025 |
| --------------------- | ---------------------------------------------------------------- | --- |
|                       |                                                                  | - Laura Canals, Iván López Hernández — El 47 - Li Xin — Guardiana de dracs - Mariano García Marty, Jon Serrano, Juliana Lasunción — La infiltrada - Raúl Romanillos, Juanma Nogales — La virgen roja - Jon Serrano, Mariano García Marty, David Heras — Marco, la verdad inventada                   |
| XXXVIII edició - 2024 |                                                                  | |
|                       | Pau Costa, Félix Bergés, Laura Pedro per La sociedad de la nieve | - Mariano García Marty, Jon Serrano, David Heras, Fran Belda, Indira Martín per 20.000 espècies d'abelles - Raúl Romanillos, Míriam Piquer per Valle de sombras - Eneritz Zapiain, Iñaki Gil "Ketxu" per La ermita - Mariano García Marty, Jon Serrano, Juan Ventura, Amparo Martínez per Tin & Tina |
| XXXVII edició - 2023  |                                                                  | |
|                       | Esther Ballesteros i Ana Rubio per Modelo 77                     | - Mariano García Marty i Jordi Costa per 13 exorcismos - Óscar Abades i Ana Rubio per As bestas - Jon Serrano i David Heras per Irati - Lluís Rivera i Laura Pedro per Malnazidos |
| XXXVI edició - 2022   |                                                                  | |
|                       | Pau Costa i Laura Pedro per Way Down                             | - Raúl Romanillos i Míriam Piquer per El buen patrón - Raúl Romanillos i Ferran Piquer per La abuela - Àlex Villagrasa per Mediterráneo |
| XXXV edició - 2021    |                                                                  | |
|                       | Mariano García Marty i Ana Rubio per Akelarre                    | - Raúl Romanillos i Míriam Piquer per Adú - Raúl Romanillos i Jean-Louis Billiard per Black Beach - Raúl Romanillos i Míriam Piquer per Historias lamentables |
| XXXIV edició - 2020   |                                                                  | |
|                       | Mario Campoy i Iñaki Madariaga per El hoyo                       | - Jon Serrano i David Heras per La trinchera infinita - Raúl Romanillos i Juanma Nogales per Mientras dure la guerra - Juan Ramón Molina i Félix Bergés per Perdiendo el este |

### Dècada del 2010
| Guanyador            | Candidats                                                               | |
| XXXIII edició - 2019 | XXXIII edició - 2019                                                    | XXXIII edició - 2019 |
| -------------------- | ----------------------------------------------------------------------- | --- |
|                      | Lluís Rivera i Laura Pedro per Superlópez                               | - Óscar Abades i Helmuth Barnert per El reino - Jon Serrano i David Heras per Errementari (El herrero y el Diablo) - Lluís Rivera i Félix Bergés per L'ombra de la llei                              |
| XXXII edició - 2018  |                                                                         | |
|                      | Jon Serrano i David Heras per Handia                                    | - Reyes Abades i Isidro Jiménez per Oro - Raúl Romanillos i David Heras per Verónica - Reyes Abades i Curro Muñoz per Zona hostil                                                                    |
| XXXI edició - 2017   |                                                                         | |
|                      | Pau Costa i Félix Bergés per Un monstre em ve a veure                   | - Pau Costa i Carlos Lozano per 1898. Los últimos de Filipinas - Raúl Romanillos i David Heras per Gernika. The Movie - Reyes Abades i Eduardo Díaz per Julieta                                      |
| XXX edició - 2016    |                                                                         | |
|                      | Lluís Castells i Lluis Rivera per Anacleto, agente secreto              | - Isidro Jiménez i Pau Costa per El desconocido - Curro Muñoz i Juan Ramón Molina García per Mi gran noche - Curro Muñoz i Reyes Abades per Tiempo sin aire                                          |
| XXIX edició - 2015   |                                                                         | |
|                      | Raúl Romanillos i Guillermo Orbe per El Niño                            | - Pedro Moreno i Juan Ventura per La isla mínima - Raúl Romanillos i David Heras per Open Windows - Antonio Molina i Ferran Piquer per Torrente 5. Operación Eurovegas                               |
| XXVIII edició - 2014 |                                                                         | |
|                      | Juan Ramón Molina García i Ferran Piquer por Las brujas de Zugarramurdi | - Juan Ramón Molina García i Juan Ventura per La gran familia española - Lluís Rivera Jove i Juanma Nogales per Los últimos días - Endre Korda i Félix Bergés per Zipi y Zape y el club de la canica |
| XXVII edició - 2013  |                                                                         | |
|                      | Pau Costa i Félix Bergés por The Impossible                             | - Reyes Abades i Ferrán Piquer per Blancanieves - Juan Ventura per Grupo 7 - Reyes Abades i Isidro Jiménez per Invasor                                                                               |
| XXVI edició - 2012   |                                                                         | |
|                      | Arturo Balseiro i Lluis Castells por EVA                                | - Raúl Romanillos i David Heras per Intruders - Reyes Abades i Eduardo Díaz per La piel que habito - Raúl Romanillos i Chema Remacha per No habrá paz para los malvados                              |
| XXV edició - 2011    |                                                                         | |
|                      | Reyes Abades i Ferrán Piquer per Balada triste de trompeta              | - Gabriel Paré i Álex Villagrasa per Buried - Raúl Romanillos i Marcelo Siqueira per Lope - Gustavo Harry Farias i Juanma Nogales per También la lluvia                                              |
| XXIV edició - 2010   |                                                                         | |
|                      | Chris Reynolds i Félix Bergés per Agora                                 | - Raúl Romanillos i Guillermo Orbé per Celda 211 - Salvador Santana i Álex Villagrasa per REC 2 - Pau Costa i Lluís Castells per Spanish Movie                                                       |

### Dècada del 2000
| Guanyador           | Candidats | |
| XXIII edició - 2009 | XXIII edició - 2009 | XXIII edició - 2009 |
| ------------------- | --- | --- |
|                     | Raúl Romanillos, Pau Costa, José Quetglas, Eduardo Díaz, Álex Grau i Chema Remacha per Mortadelo y Filemón: Misión salvar la Tierra | - Raúl Romanillos, Arturo Balseiro i Ferrán Piquer per Camino - Juan Ramón Molina García i Alberto Nombela per Sangre de mayo - Alejandro Vázquez, Reyes Abades i Rafa Solórzano per Solo quiero caminar                                                                                                 |
| XXII edició - 2008  | | |
|                     | David Martí, Montse Ribé, Pau Costa, Enric Masip, Lluis Castell i Jordi San Agustín per El orfanato                                 | - Reyes Abades i Álex G. Ortoll per El corazón de la tierra - David Ambid, Enric Masip i Álex Villagrasa per REC - Pau Costa, Raúl Ramanillos i Carlos Lozano per Las 13 rosas |
| XXI edició - 2007   | | |
|                     | David Martí, Montse Ribé, Reyes Abades, Everett Burrell, Edward Irastorza i Emilio Ruiz del Río per El laberinto del fauno          | - Reyes Abades i Rafael Solorzano per Alatriste - Reyes Abades, Félix Bergés i Eduardo Díaz per Los fantasmas de Goya - Juan Ramón Molina García i Ferran Piquer per Salvador (Puig Antich) |
| XX edició - 2006    | | |
|                     | David Martí, Montse Ribé, Félix Cordón, Félix Bergés i Rafael Solorzano per Frágiles                                                | - Reyes Abades, Carlos Lozano, Alberto Esteban, Pablo Núñez i Ana Núñez per Un rey en La Habana - Juan Ramón Molina García, Pablo Núñez, Ana Núñez, Antonio Ojeda i Carlos Matínez per Las llaves de la independencia - Reyes Abades, Chema Remacha, Alberto Esteban, Pablo Urrutia per Obaba            |
| XIX edició - 2005   | | |
|                     | Reyes Abades, Jesús Pascual i Ramón Lorenzo per El Lobo                                                                             | - Juan Ramón Molina García i Félix Bergés per Crimen ferpecto - Juan Ramón Molina García, Aurelio Sánchez-Herrera i Eduardo Acosta per Torapia - Juan Ramón Molina García, David Martí, Montse Ribé i José María Aragonés per Romasanta                                                                  |
| XVIII edició - 2004 | | |
|                     | Raúl Romanillos, Pau Costa, Julio Navarro i Félix Vergés per La gran aventura de Mortadelo y Filemón                                | - Reyes Abades, Alfonso Nieto i Pablo Nuñez per Al sur de Granada - Reyes Abades, Jesús Pascual, José Rossi i Chema Remacha per El refugio del mal - Pedro Moreno i Emilio Ruiz del Río per Soldados de Salamina                                                                                         |
| XVII edició - 2003  | | |
|                     | Juan Ramón Molina García, Félix Bergés i Rafael Solórzano per 800 balas                                                             | - David Martí, Montse Ribé i Jorge Calvo per Hable con ella - Raúl Romanillos, Félix Bergés i Carlos Matínez per El robo más grande jamás contado - Reyes Abades, Emilio Ruiz del Río i Aurelio Sánchez Herrera per Guerreros                                                                            |
| XVI edició - 2002   | | |
|                     | Reyes Abades, José María Aragonés, Carlos Matínez, Ana Núñez i Antonio Ojeda per Buñuel y la mesa del rey Salomón                   | - Félix Bergés, Derek Langley, Pedro Moreno i Rafael Solórzano per The Others - Félix Bergés, Pau Costa, Carlos Matínez, Ana Núñez, Antonio Ojeda i Raúl Romanillos per Intacto - Reyes Abades, Carmen Aguirre, David Martí, Alfonso Nieto, Montse Ribé i Emilio Ruiz del Río per El espinazo del diablo |
| XV edició - 2001    | | |
|                     | Félix Bergés, Raúl Romanillos, Pau Costa i Julio Navarro per La comunidad                                                           | - Juan Ramón Molina García i Alfonso Nieto per Año mariano - Reyes Abades i Félix Bergés per El arte de morir - Emilio Ruiz del Río, Alfonso Nieto, Raúl Romanillos i Pau Costa per Obra maestra |
| XIV edició - 2000   | | |
|                     | Raúl Romanillos, Manuel Horrillo i José Núñez per Nadie conoce a nadie                                                              | - Reyes Abades, Fabrizio Storaro per Goya en Burdeos - Reyes Abades, Hipólito Cantero i José María Aragonés per La ciudad de los prodigios - Alejandro Álvarez, José Álvarez, David Martí i Reyes Abades per La mujer más fea del mundo                                                                  |

### Dècada del 1990
| Guanyador          | Candidats | |
| XIII edició - 1999 | XIII edició - 1999 | XIII edició - 1999 |
| ------------------ | --- | --- |
|                    | Raúl Romanillos i Félix Bergés per El milagro de P. Tinto                                                                                 | - Reyes Abades, Alberto Esteban i Aurelio Sánchez per Abre los ojos - Juan Ramón Molina García per La hora de los valientes - Emilio Ruiz del Río i Alfonso Nieto per La niña de tus ojos                               |
| XII edició - 1998  | | |
|                    | Juan Ramón Molina García per Airbag | - Roberto Ricci per La camarera del Titanic - Reyes Abades i Emilio Ruiz del Río per Territorio comanche |
| XI edició - 1997   | | |
|                    | Reyes Abades i Ignacio Sanz Pastor per Tierra                                                                                             | - Patrick Vigne, Jonathan Stuart i Marcus Wookey per La lengua asesina - Reyes Abades per Libertarias |
| X edició - 1996    | | |
|                    | Reyes Abades, Juan Tomicic i Manuel Horrillo per El día de la bestia                                                                      | - Juan Ramón Molina García, Juan Tomicic i Manuel Horrillo per El niño invisible - Yves Domenjoud, Jean-Baptiste Bonetto, Olivier Gleyze i Jean-Christophe Spadaccini per La cité des enfants perdus                    |
| IX edició - 1995   | | |
|                    | Reyes Abades per Días contados | - Michael Kirton per Desvío al paraíso - Miroslaw Marchwinski per El detective y la muerte |
| VIII edició - 1994 | | |
|                    | Hipólito Cantero per La madre muerta | - Olivier Gleyze, Yves Domenjoud i Jean-Baptiste Bonetto per Kika - Reyes Abades per Madregilda |
| VII edició - 1993  | | |
|                    | Olivier Gleyze, Yves Domenjoud, Jean-Baptiste Bonetto, Bernard Andre Le Boette, Emilio Ruiz del Río i Hipólito Cantero per Acción mutante | - Lee Wilson per Demasiado corazón - Reyes Abades per Vacas |
| VI edició - 1992   | | |
|                    | Reyes Abades per Beltenebros | - Carlo de Marchis per Capità Escalaborns - Kit West per Todo por la pasta |
| V edició - 1991    | | |
|                    | Reyes Abades per ¡Ay Carmela! | - Carlos J. Santos i Juan Ramón Molina García per Don Juan, mi querido fantasma - Juan Ramón Molina García i Reyes Abades per Las cartas de Alou                                                                        |
| IV edició - 1990   | | |
|                    | Colin Arthur, Basilio Cortijo i Carlo de Marchis per La grieta                                                                            | - Reyes Abades per Amanece, que no es poco - Emilio Ruiz del Río, Reyes Abades, Ángel Alonso i Basilio Cortijo per El niño de la luna - Christian Bourqui per El sueño del mono loco - Reyes Abades per La noche oscura |

### Dècada del 1980
| Guanyador         | Candidats                                                                     | |
| III edició - 1989 | III edició - 1989                                                             | III edició - 1989 |
| ----------------- | ----------------------------------------------------------------------------- | --- |
|                   | Gonzalo Gonzalo, Basilio Cortijo i Carlo de Marchis per Slugs, muerte viscosa | - Reyes Abades per El Dorado - Alberto Nombela per El Lute II: mañana seré libre - Reyes Abades per Mujeres al borde de un ataque de nervios - Reyes Abades per Remando al viento |
| II edició - 1988  |                                                                               | |
|                   | Francisco Teres per Angoixa                                                   | - Julián Martín per A los cuatro vientos - John Collins per Descanse en piezas |

## Estadístiques

### Especialistes amb més premis
- 9 premis: Reyes Abades, de 40 nominacions
- 8 premis: Félix Bergés, de 14 nominacions
- 6 premis: Raúl Romanillos, de 16 nominacions
- 6 premis: Pau Costa, de 12 nominacions
- 3 premis: Juan Ramón Molina García, de 15 nominacions
- 3 premis: David Martí, de 7 nominacions
- 3 premis: Montse Ribé, de 6 nominacions
- 2 premis: Emilio Ruiz del Río, de 9 nominacions
- 2 premis: Ferrán Piquer, de 6 nominacions
- 2 premis: Rafael Solorzano, de 4 nominacions
- 2 premis: Basilio Cortijo, de 3 nominacions
- 2 premis: Carlo de Marchis, de 3 nominacions
- 2 premis: Hipólito Cantero, de 3 nominacions
- 2 premis: Manuel Horrillo, de 3 nominacions
- 2 premis: Lluís Castells, de 3 nominacions
- 2 premis: Julio Navarro, de 2 nominacions

### Especialistes amb més candidatures
- 40 candidatures: Reyes Abades (9 premis)
- 16 candidatures: Raúl Romanillos (6 premis)
- 15 candidatures: Juan Ramón Molina García (3 premis)
- 14 candidatures: Félix Bergés (8 premis)
- 12 candidatures: Pau Costa (6 premis)
- 9 candidatures: Emilio Ruiz del Río (2 premis)
- 7 candidatures: David Martí (3 premis)
- 6 candidatures: Montse Ribé (3 premis)
- 6 candidatures: Ferrán Piquer (2 premis)
- 5 candidatures: Alfonso Nieto (0 premis)
- 4 candidatures: Rafael Solorzano (2 premis)
- 4 candidatures: Ana Núñez (1 premi)
- 4 candidatures: Carlos Martínez (1 premi)
- 4 candidatures: Chema Remacha (1 premi)
- 4 candidatures: Eduardo Díaz (1 premi)
- 3 candidatures: Basilio Cortijo (2 premis)
- 3 candidatures: Carlo de Marchis (2 premis)
- 3 candidatures: Hipólito Cantero (2 premis)
- 3 candidatures: Lluís Castells (2 premis)
- 3 candidatures: Olivier Gleyze (1 premi)
- 3 candidatures: Yves Domenjoud (1 premi)
- 3 candidatures: Jean-Baptiste Bonetto (1 premi)
- 3 candidatures: José María Aragonés (1 premi)
- 3 candidatures: Antonio Ojeda (1 premi)
- 3 candidatures: Alberto Esteban (0 premis)
- 3 candidatures: Aurelio Sánchez (0 premis)
- 3 candidatures: Aurelio Sánchez Herrera (0 premis)
- 3 candidatures: Álex Villagrasa (0 premis)
- 3 candidatures: Carlos Lozano (0 premis)
- 3 candidatures: David Heras (0 premis)
- 2 candidatures: Julio Navarro (2 premis)
- 2 candidatures: Alberto Nombela (0 premis)
- 2 candidatures: Juanma Nogales (0 premis)
- 2 candidatures: Juan Ventura (0 premis)